# 도부외
도부외(都府外)는 고려 후기에서 조선 초기에 걸쳐 존재했던 치안 기구 순군만호부(巡軍萬戶府)의 하부 조직을 구성하던 관원이다. 
도부외는 순군만호부나 그 후신인 의용순금사의 하부 조직 가운데 그 수가 가장 많았고 수백 명의 나장과 더불어 직접적인 '순군부대'를 구성하던 핵심 세력이었다. 

## 개요
고려의 병제에서 도부외는 중앙군의 일종으로 의장부(儀仗府), 견예부(堅銳府), 노부(弩府)와 같이 제부(諸府)의 일종이었다. 그리고 《고려사》 백관지 '서반'(西班)조에 "직명(職名)으로 중랑장(中郎將) 1인, 낭장(郎將) 3인, 별장(別將) 2인, 산원(散員) 3인, 위(尉)와 정(正, 대정大正)의 인원은 없다"고 기술되고 있을 뿐 도부외의 관장 업무가 무엇인지 알 길이 없다. 
의장부는 1령(領)으로 낭장 1인, 별장 1인, 산원 2인, 위(尉) 5인, 대정(大正) 10인으로 구성되어 있었다. 때문에 이기백은 도부외에 대해 "수수께끼 같은 존재로 여러 가지 면에서 관심의 대상이 되는 것이지만 중앙군의 편성에서 중요한 자리를 차지하는 것은 아니었다"고 주장하고, 다른 제부(諸府)에 비해서 장교수 등에 있어서도 훨씬 적기 때문에, 이런 이유 등으로 중요한 자리를 차지하는 것은 아니라고 보고 있다.
조선 태조의 즉위 교서에서 도부외는 고려 시대에 없었던 1령(領)이 생기고 1령 안에 좌령(左領), 우령(右領)과 중랑장 각 1명 5품, 낭장 각 2인 6품, 별장 각 3명 7품, 산원 각 4명 8품, 위(尉) 20명 정9품, 대정 40명 종 9품으로 장교의 수가 배로 늘어나고 품계도 정해지고 있다. 즉 고려 시대부터 존재하였음에도 그 소속이나 기능 등이 전혀 문헌상에 드러나지 않던 도부외가 조선 태조 즉위 교서에서 처음으로 그 실체를 나타낸 것이다. 
특히 태조의 즉위와 함께 교서를 통해 발표, 확정된 개국 초기의 다른 많은 문무 관제들을 제쳐두고 순군의 예하 소속인 도부외의 지휘관 및 기간 요원의 수가 고려 시대의 도부외에 비해 갑절로 증가하고 있다는 사실은 순군부가 권력 장악과 왕권 안정에 얼마나 깊이 관여하고 있었는가를 알 수 있는 대목이자, 향후 왕권 확립과 전제화 작업에 순군만호부 예하 도부외의 역할이 중차대하였음을 시사한다. 
태종 원년(1401년) 정월에 문하부낭사가 시정을 논하는 자리에서 “순군(巡軍) 소속의 나장ㆍ도부외는 경기(京畿)의 인민(人民)으로 편성되어 수령이 이들에 대하여 차역(差役)을 못하는 반면에 다른 민호(民戶)의 노고가 심대하다"는 이유로 도부외 1,000명을 그들의 주(州)로 돌려보내어 호역(戶役)에 보충시키자고 건의하는 언급이 있으며, 이 도부외 인원은 세종 7년에도 비슷하여 사헌부에서 "도부외를 파하고 군역에 보충시키라", "부병(삼군부)의 병사들이 능히 순라(순찰)를 할 수 있다"하고 있는 점으로 미루어, 조선 초기 순군만호부 소속 도부외의 인원은 1,000명이었고, 그 인원은 경기도 지역의 인민으로 충당되었으며, 고려 말 이래로 서반에 속하면서 부병 즉 정규군의 군역과 구별되어 치안군의 역할을 수행하였던 것이 도부외였다고 할 수 있다. 
이러한 도부외의 1,000여 명은 태종 14년 8월에 의용순금사에서 의금부(義禁府)로 개편되어 완전히 재판 등 사법 전담기관으로 전환될 때까지, 경찰본래의 임무인 포도금란 그리고 순작의 임무를 담당하는 주역으로 활약하였다. 그후 군사체제가 정비되고 한성부(漢城府)가 수도의 치안에 힘쓰게 되면서 의금부는 일반 경찰 관청으로서의 직접 실력은 희박해져가고 '고급 정치재판소'화되어 갔으며, 이에 따라서 도부외도 필요 이외의 병종(兵種)으로 전락하게 되었고, 공사(工事)에 역부(役夫)로 동원되거나 부수적으로 순찰 업무를 행하기도 하였다. 이후 단종 1년에 다시 의정부의 건의로 인원 감축이 이루어져서 순작(巡綽)의 임무가 완전히 군부 즉 정규군으로 이관되고 도부외는 역사적으로 소멸되었다.

## 같이 보기
- 순군만호부
- 의용순금사
- 의금부